# Alfonsine
Alfonsine – miejscowość i gmina we Włoszech, w regionie Emilia-Romania, w prowincji Rawenna.
Według danych na rok 2004 gminę zamieszkiwało 11 725 osób, 110,6 os./km².